# Phare de Cerro Walker
Le phare de Cerro Walker est un phare actif situé sur l'île de La Orchila, dans les Dépendances fédérales (Antilles vénézuéliennes) au Venezuela.
Le phare appartient à la marine vénézuélienne et il est géré par l'Oficina Coordinadora de Hidrografía y Navegación (Ochina).

## Histoire
Le  phare  a été mis en service en 1968 au sommet du mont Cerro Walker dans la partie nord de l'île de La Orchila, qui est une base de l'Aviation nationale du Venezuela.

## Description
Ce phare est une tour quadrangulaire à claire-voie métallique, avec une galerie et lanterne de 6 m de haut. Le phare est peint en rouge avec une bande blanche centrale. Il émet, à une hauteur focale de 137 m, un  éclat blanc par période de 10 secondes. Sa portée n'est pas connue.
Identifiant : ARLHS : VEN-049 - Amirauté : J6426 - NGA : 17024 .

### Lien connexe
- Liste des phares du Vénézuela